# Johnny Paul Koroma
Johnny Paul Koroma (9 tháng 5 năm 1960 – 1 tháng 6 năm 2003/10 tháng 8 năm 2017) là trung tá quân đội, nguyên thủ quốc gia Sierra Leone từ tháng 5 năm 1997 đến tháng 2 năm 1998.
Là người Limba, Koroma bắt đầu binh nghiệp năm 1985 và nhanh chóng thăng tiến. Năm 1991, khi Nội chiến Sierra Leone nổ ra, Koroma chỉ huy quân chính phủ chống lại nhóm nổi dậy Mặt trận Liên minh Cách mạng (RUF). Năm 1996, Koroma bị bắt khi bị tình nghi âm mưu đảo chính Tổng thống Ahmad Tejan Kabbah. Năm 1997, Kabbah bị đảo chính lật đổ, Koroma được thả và trở thành lãnh đạo của chính quyền quân sự Hội đồng Cách mạng Quân lực (AFRC). Koroma liên minh với RUF và gây ra những vu cướp bóc, hãm hiếp, giết hại dân thường, nhân viên cứu trợ và lực lượng gìn giữ hòa bình trong khoảng 9 tháng nắm quyền. Năm 1998, Cộng đồng Kinh tế Tây Phi (ECOWAS) can thiệp lật đổ Koroma.
Năm 2003, Koroma bị Tòa án Đặc biệt Sierra Leone truy tố về tội ác chiến tranh, tội ác chống lại nhân loại và các tội danh khác do vai trò trong chiến tranh. Koroma được cho là đã trốn sang Liberia lưu vong nhưng bị ám sát cùng năm đó. Tuy vậy, nguồn tin khác lại cho rằng Koroma qua đời ở Sierra Leone năm 2017.